# Present from LEMON
Present from Lemon (プレゼント・フロム LEMON?, PUREZENTO FUROMU LEMON) è un manga di genere sentimentale di Masakazu Katsura. Serializzato per soli 2 volumi su Weekly Shōnen Jump, dall'1987 all'1988. Il manga è giunto in Italia grazie alla Star Comics che lo ha pubblicato a partire dal maggio 1996 in 4 volumi all'interno della collana Storie di Kappa.

## Trama
Momojiro Sawaguchi è un cantante di musica popolare amatissimo dal figlio Lemon, che non perde occasione per imitarlo. La sera del debutto, poco prima di entrare in scena, l'uomo viene colto da infarto. Il piccolo Lemon, con assoluta freddezza, corre sul palco e inizia a cantare al posto del padre, raccogliendo l'entusiasmo del pubblico. Quando il concerto finisce e rientra dietro le quinte Lemon vede il genitore morire e non gli resta che piangere, allora la tragedia lo spinge ad una solenne promessa: un giorno diventerà anche lui un cantante.Diventato adolescente cerca di farsi strada nel difficile mondo degli idol, aiutato dalla sua costumista personale e ostacolato dal produttore che aveva scoperto il talento del padre.

## Personaggi
| Personaggio        |
| ------------------ |
| Lemon Sawaguchi    |
| Momojiro Sawaguchi |
| Maimi Hirokawa     |
| Konoe Akino        |